# ヴィットシェフレ教会

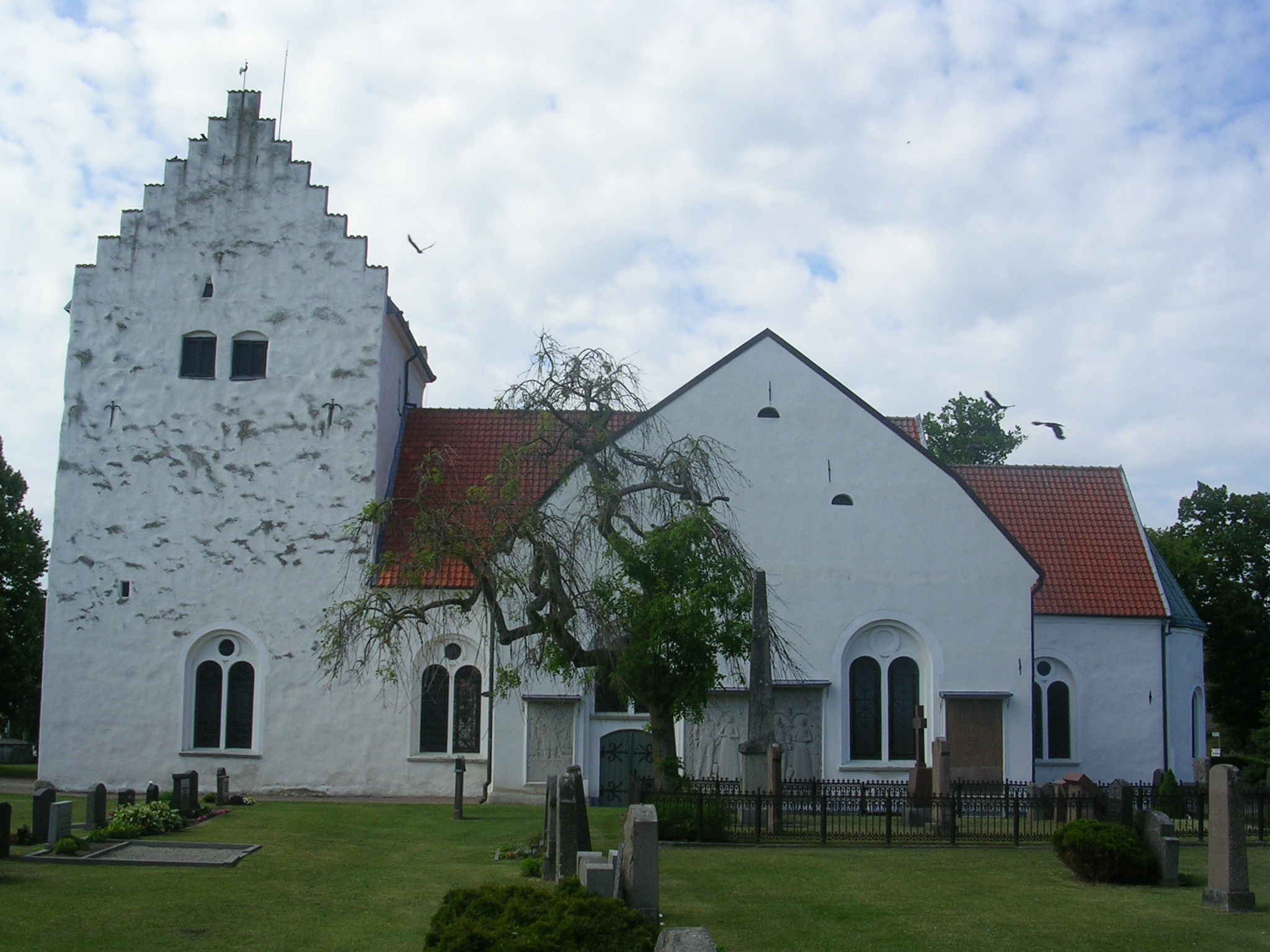
ヴィットシェフレ教会の外観

ヴィットシェフレ教会 (ヴィットシェフレきょうかい，スウェーデン語：Vittskövle kyrka) は、スウェーデンのルンド教区、スコーネ（Skåne）のクリシャンスタ自治市（Kristianstad，クリシャンスタ市を含む）に所在するキリスト教会である。
初期の教会は、12世紀か13世紀の期間に建造された。15世紀になって、教会の北部に礼拝堂が建造された。この礼拝堂は、聖アンナ（伝承で、聖母マリアの母）に献げられたものである。
15世紀にアーチ形天井が建造され、1480年代には、天井群には壁画による装飾が施された。壁画には、『創世記』に現れる物語の情景が描かれている。元の絵は、その後、上書きされたが、20世紀になって再度、復元された。

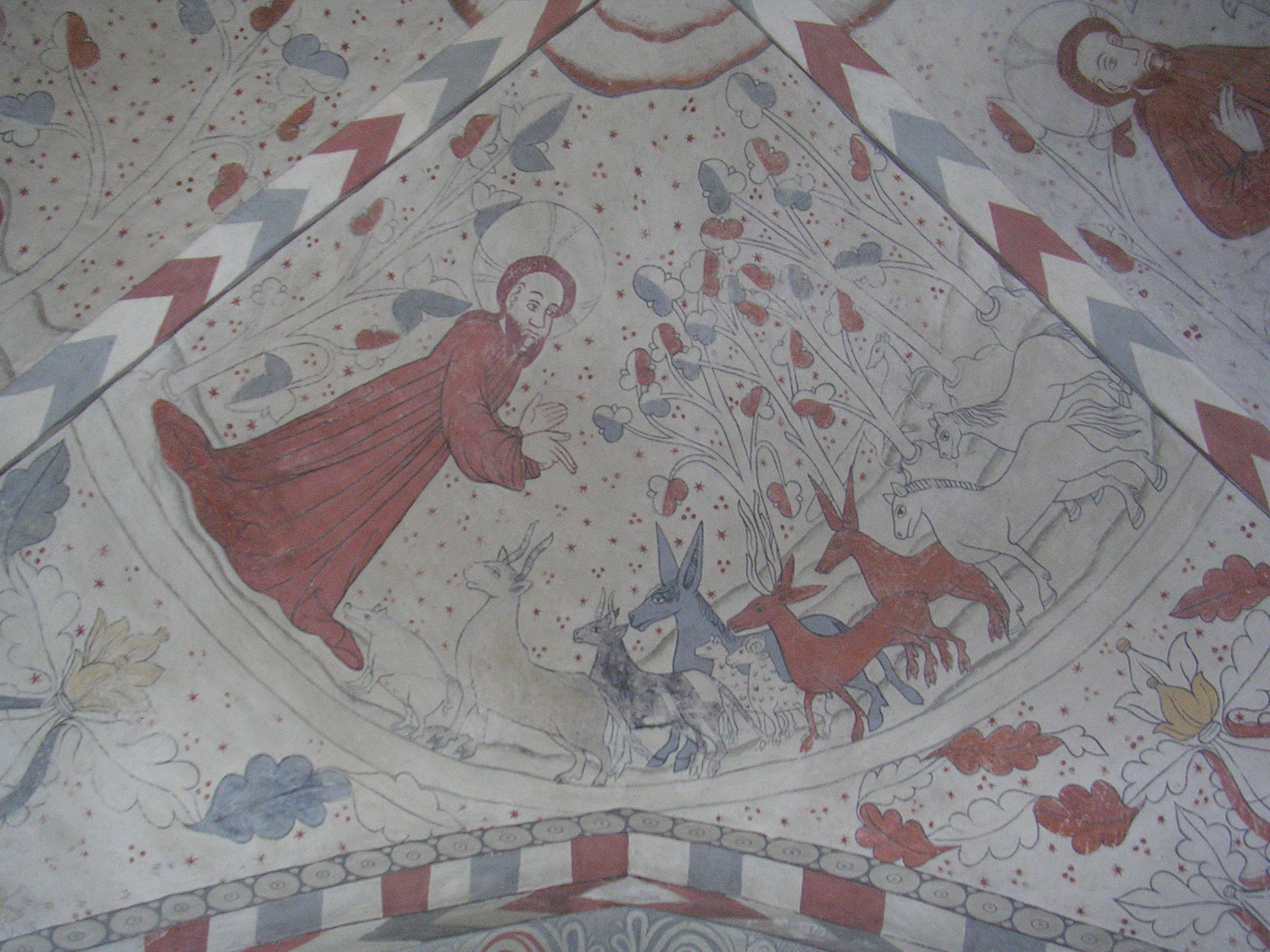
『創世記』の動物の創造

教会の内陣には、聖ニコラウス（いわゆるサンタクロース）の伝説が描かれている。聖アンナ礼拝堂の中には、4人の福音記者（マルコ、マタイ、ルカ、ヨハネ）のシンボルが4人の聖女（聖バルバラ、聖ウルスラ、聖ゲルトルード、そして聖カタリナ）のシンボルと共に置かれている。
塔は、16世紀に建造された。
17世紀には、墓所の礼拝堂が、南部のバッネコヴ（Barnekow）一族のため建てられた。
洗礼盤は中世のものである。